# Bomarea colombiana
Bomarea colombiana är en alströmeriaväxtart som beskrevs av Alzate. Bomarea colombiana ingår i släktet Bomarea och familjen alströmeriaväxter. Inga underarter finns listade i Catalogue of Life.